# NGC 2035
NGC 2035 (другое обозначение — ESO 56-EN161) — эмиссионная туманность в созвездии Золотая Рыба.
Этот объект входит в число перечисленных в оригинальной редакции «Нового общего каталога».
NGC 2035 и NGC 2032 образуют ядро области H II N59A. Они принадлежат одной области H II, но кажутся разделёнными из-за пылевой полосы, которая, по-видимому, смешана с газом туманности и звёздами.